# Estadio Olímpico Luzhnikí
El Gran Estadio Deportivo del Complejo Olímpico Luzhnikí (en ruso: Большая спортивная арена Олимпийский комплекс Лужники u Olimpíiski Kómplex Luzhnikí - Bolshaya Sportívnaya Arena), conocido durante la época de la Unión Soviética como Estadio Central Lenin (del ruso: Центральный стадион имени В. И. Ленина), es un estadio multiusos de Moscú, capital de Rusia. Su capacidad total es de 81 500 asientos, todos ellos cubiertos. El estadio es parte del Complejo Olímpico Luzhnikí y se encuentra localizado en el barrio de Luzhnikí, a unos 5 km al sudoeste del Kremlin. El nombre Luzhnikí deriva de los prados inundables en la curva del río Moscova, donde se construyó el estadio, que se traduce aproximadamente como «los prados».
El estadio, que fuera sede principal de los Juegos Olímpicos de Moscú 1980. Se utiliza principalmente para partidos de fútbol, concretamente del Spartak de Moscú. También fue uno de los pocos grandes estadios europeos que utilizó —debido al clima extremo de Rusia— un terreno de juego artificial, con césped FieldTurf aprobado por la FIFA en 2002, aunque se volvió a instalar temporalmente un campo de césped natural para la final de la Liga de Campeones de la UEFA 2008. 
Para la Copa Mundial de Fútbol 2018, de la cual fue la sede principal, se colocó en la cancha un sistema híbrido con la tecnología denominada SIS Grass, que consiste en 95 % de césped natural con refuerzo sintético. Cuando la hierba creció, los expertos cosieron fibras artificiales que llegaban hasta 18 centímetros por debajo de la superficie del suelo, lo que fortalece las raíces.
Es el séptimo de los estadios que albergaron los dos eventos deportivos más importantes del mundo, los Juegos Olímpicos y la Copa Mundial de Fútbol. En ambas ocasiones como escenario principal, en la ceremonia de inauguración de la justa veraniega y de la final del certamen futbolístico, un hito que comparte con seis inmuebles más.
El estadio también se utiliza de vez en cuando para varios otros eventos deportivos y para conciertos. Luzhnikí es el estadio con más capacidad en Rusia.

## Historia

### Construcción y primeros años

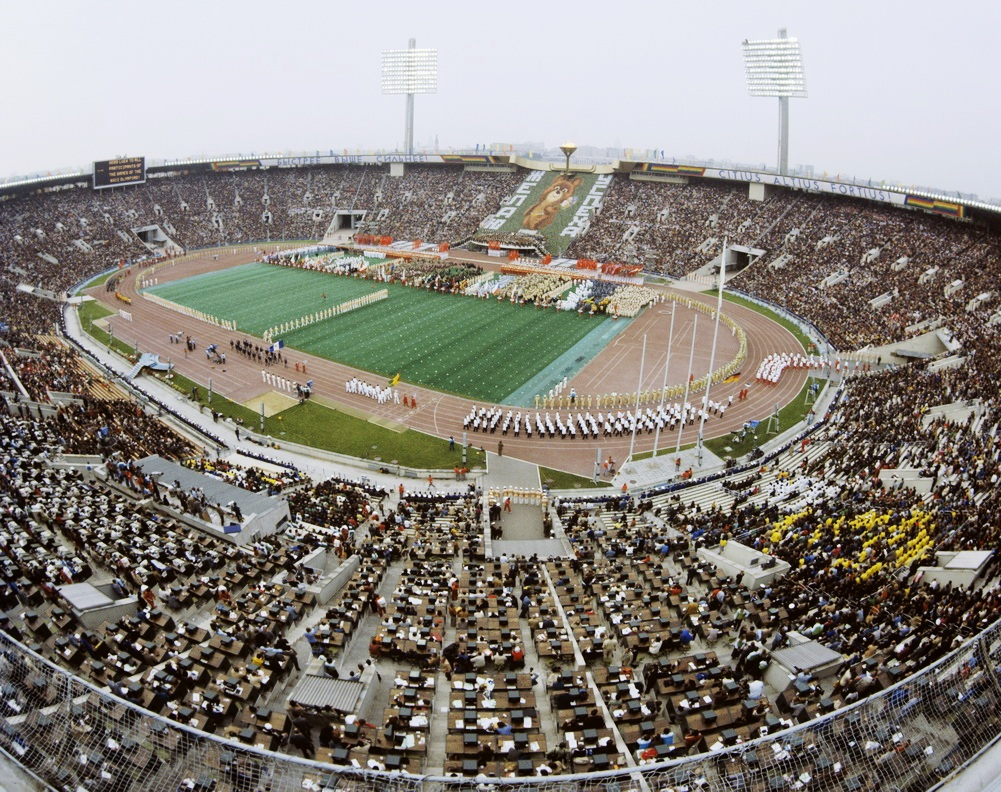
Ceremonia inaugural de los Juegos Olímpicos de Moscú 1980 en el estadio.

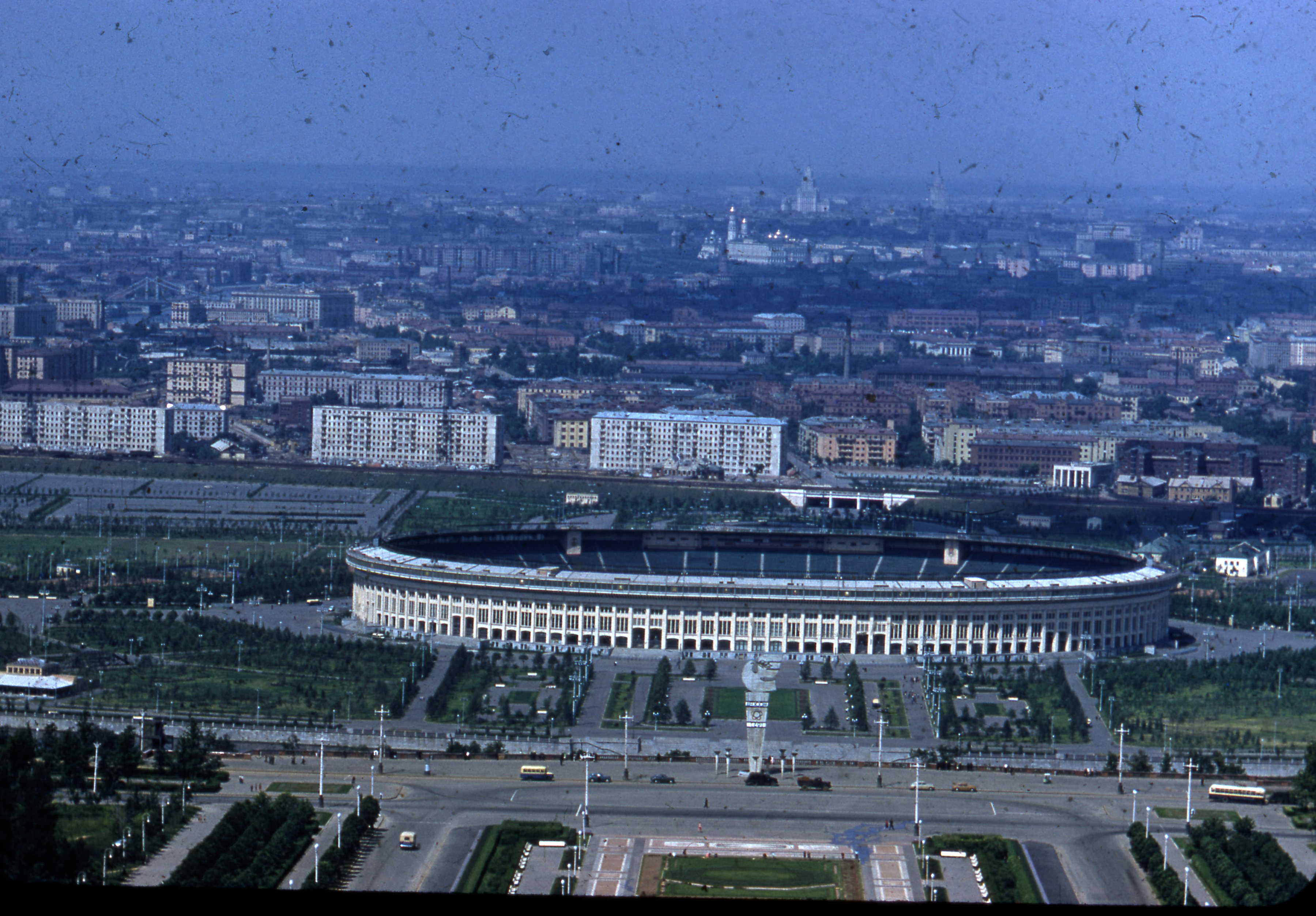
Vista exterior del estadio en los años 1960.

Fue construido en 1956 en una zona descampada a orillas del río Moscova, la obra estaba a cargo de los arquitectos I.A. Rozhin, N.N. Ullas, A.F. Jryákov y A.V. Vlásov; así como los ingenieros V.N. Nasónov, N.M. Réznikov, V.P. Polikárpov e inaugurado con el nombre de "Estadio Central Lenin" (en ruso Центральный стадион имени В.И. Ленина, Tsentralni Stadión Ímeni V.I. Lénina) el 31 de julio de 1956 con un partido de fútbol en que la Selección de la Unión Soviética venció a su similar de China por 1-0, en ese entonces su capacidad era de 102.000 espectadores.
El primer desafío al que se enfrentaron estos diseñadores fue buscar la ubicación. Tenían que encontrar un área grande de tierra, preferentemente en una zona verde, no muy lejos del centro de la ciudad, para utilizar la infraestructura de transportes de la capital, luego de ubicar el lugar en una espaciosa plaza asfaltada en el distrito de Luzhnikí, a orillas del río Moscova, en enero de 1955 se inicia la elaboración proyecto, que solo dura 90 días, iniciándose la construcción en la primavera de 1956. La construcción del estadio se convierte desde ese momento en una obra de todo el país, constructores voluntarios vinieron de todas partes de la Unión Soviética, materiales de construcción fueron suministrados de Leningrado y Armenia, equipos eléctricos y madera de roble para asientos de espectadores fueron traídos desde Ucrania, muebles de Riga y Kaunas, de vidrio de Minsk, los cables eléctricos de Podolsk y la madera de alerce de Irkutsk.
Todo un barrio, de casas decrépitas, en el que se incluye a la iglesia Tróitskaya, y cuya reconstrucción está prevista; tuvieron que ser demolidos, debido a que el suelo en el área de la construcción se vio inundada. La construcción se realiza en tiempo récord de 450 días. En este estadio se celebraron las ceremonias de apertura y de clausura, así como las competiciones de atletismo de los Juegos Olímpicos de 1980.

### Tragedia de Luzhnikí
Luzhnikí fue escenario de una tragedia cuando, el 20 de octubre de 1982, en un partido de Copa de la UEFA que disputaban el FC Spartak de Moscú y el Haarlem holandés, tuvo lugar una avalancha humana motivada por el embotellamiento que formaron cientos de personas que querían regresar al estadio al lograr el equipo local su segundo gol, encontrándose con otros tantos cientos de aficionados que querían salir del estadio. Resultado: 300 muertos oficiales y 61 heridos, la mayoría de ellos adolescentes.

### Posteriores remodelaciones
El edificio ha vivido dos remodelaciones desde su creación: la primera, de 1976 a 1979, para acondicionarlo convenientemente de cara a los Juegos Olímpicos de Moscú 1980 (fue sede principal del evento); y la segunda de 1995 a 1997, cuando se cubrieron todos los asientos además de cambiarle el nombre por el actual. Estéticamente, cuenta con una gran cantidad de columnas en su exterior, que le dan más un aire de gran auditorio que de campo de fútbol, y, una vez dentro, se despliega a lo largo, no hacia arriba, adoptando forma de bandeja. Debido a las duras condiciones climatológicas del país, en el estadio se juega sobre césped artificial (aprobado por la FIFA el año 2002, y uno de los pocos estadios de alta categoría que lo utiliza), ya que, durante el invierno, la hierba quedaba destrozada, dejando el campo impracticable. 

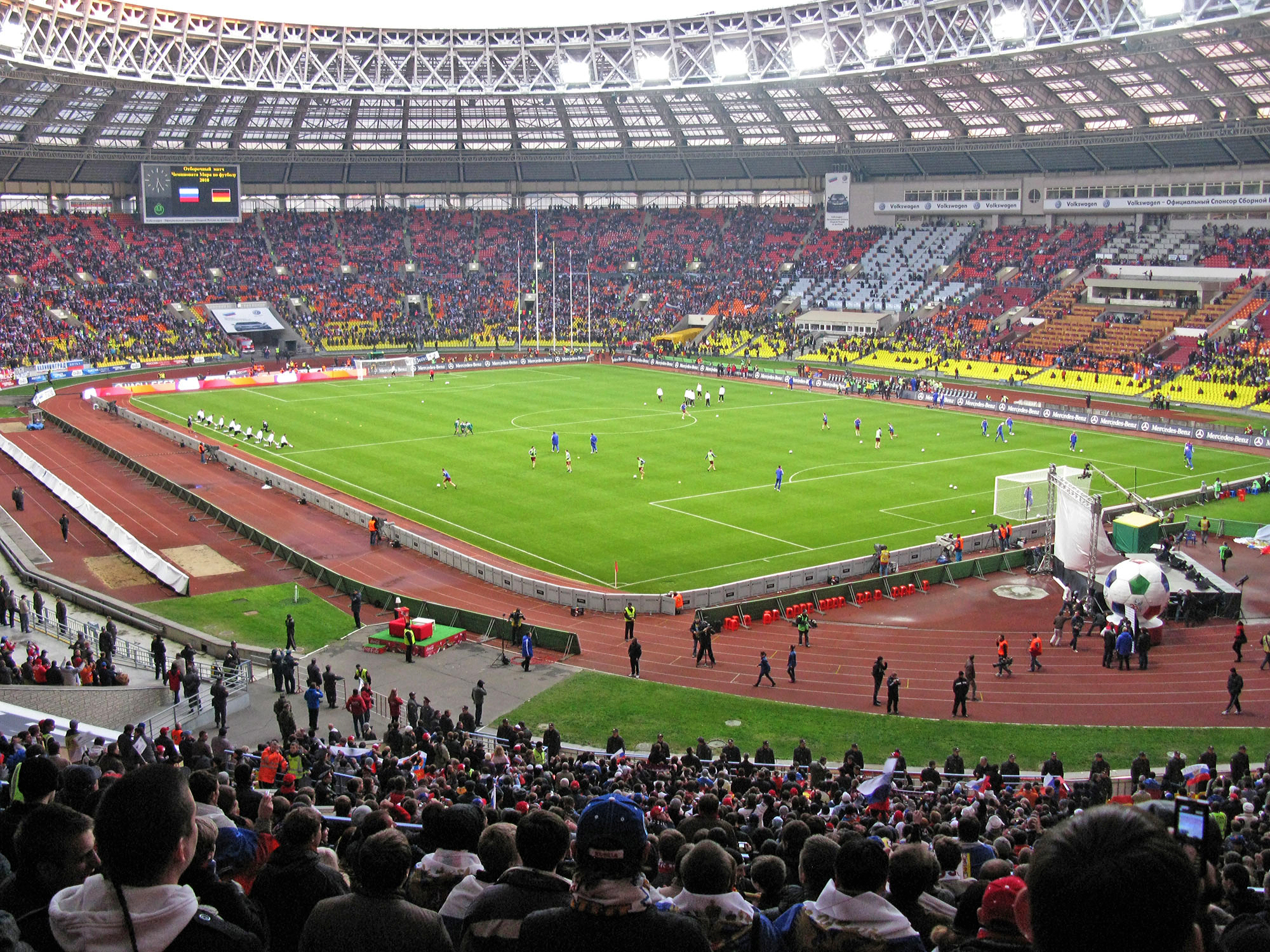
Interior del estadio Luzhnikí. 2009.

Herencia de su pasado olímpico, tenía una pista de atletismo alrededor del terreno de juego, y en mayo de 1999 fue condecorado como un estadio de cinco estrellas (o categoría 4, que es la máxima) por la UEFA, distinción que le permitía albergar finales de competiciones europeas. Así sucedería ese mismo mes, en el que hizo de marco para la final de la Copa de la UEFA entre Parma y Olympique de Marsella (ganaron los italianos por 3 a 0). Nueve años después, el 21 de mayo de 2008; sería el campo que acogería la emocionante final de la UEFA Champions League 2007-2008, cuándo bajó la lluvia torrencial y con 74,000 espectadores observando, él partido entre los clubes ingleses, terminó con el Manchester United derrotando al Chelsea FC en un dramático penalti.

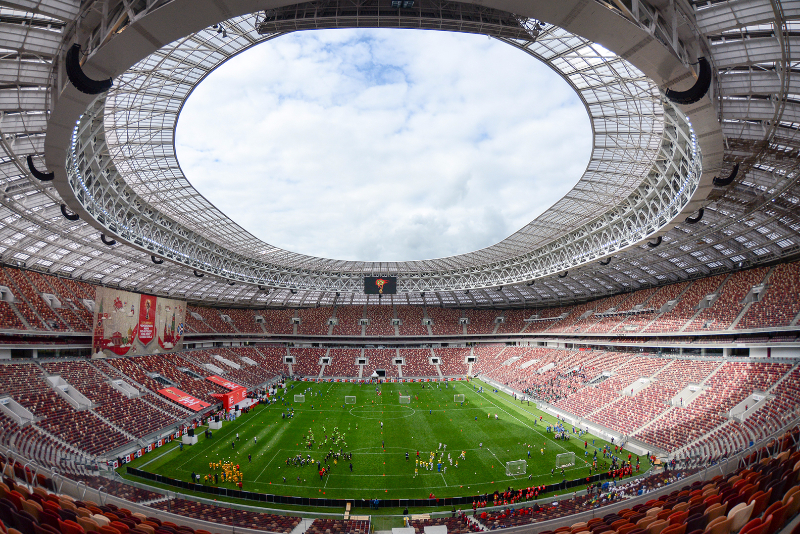
Luzhniki tras su remodelación en septiembre de 2017.

Fue una de las sedes del Mundial 2018, en el cual albergó la final entre otros partidos. Para el mundial el estadio fue remodelado, perdiendo su pista atlética, lo que permitió aumentar la capacidad a 89.318 espectadores. Estas remodelaciones finalizaron en el verano de 2017. El estadio forma parte de un muy selecto club (Wembley, el Estadio Santiago Bernabéu, el Estadio Olímpico de Berlín, y el Stadio Olímpico de Roma) de estadios que han albergado una final de un Mundial y una de una competición europea (en su caso han sido dos). Además, el estadio fue la sede central de los Juegos Olímpicos de Moscú 1980.
Históricamente el estadio ha sido compartido por los principales clubes moscovitas mientras estos han estado construyendo sus estadios como el Lokomotiv, el CSKA y el Spartak, o porque sus estadios no contaban con los requisitos para disputar partidos de competición europea, como el Torpedo de Moscú. También es usado por la selección rusa.

## Diseño
El trabajo para reconstruir el Estadio Luzhniki para Rusia 2018 comenzó en 2013. Uno de los aspectos cruciales del proyecto fue preservar la fachada histórica del estadio, que se ha convertido en uno de los verdaderos hitos de Moscú. En el interior, el estadio fue totalmente renovado: se eliminó la pista de atletismo, las gradas se acercaron al campo y se hicieron rectangulares, se ajustó el gradiente y se agregaron dos niveles adicionales. La capacidad del Estadio Luzhniki se incrementó de 78.000 a 81.500.

## Legado
El Estadio Luzhniki mantendrá su estatus como el principal estadio de fútbol del país y será sede de los partidos de la selección nacional rusa.

## Otros eventos

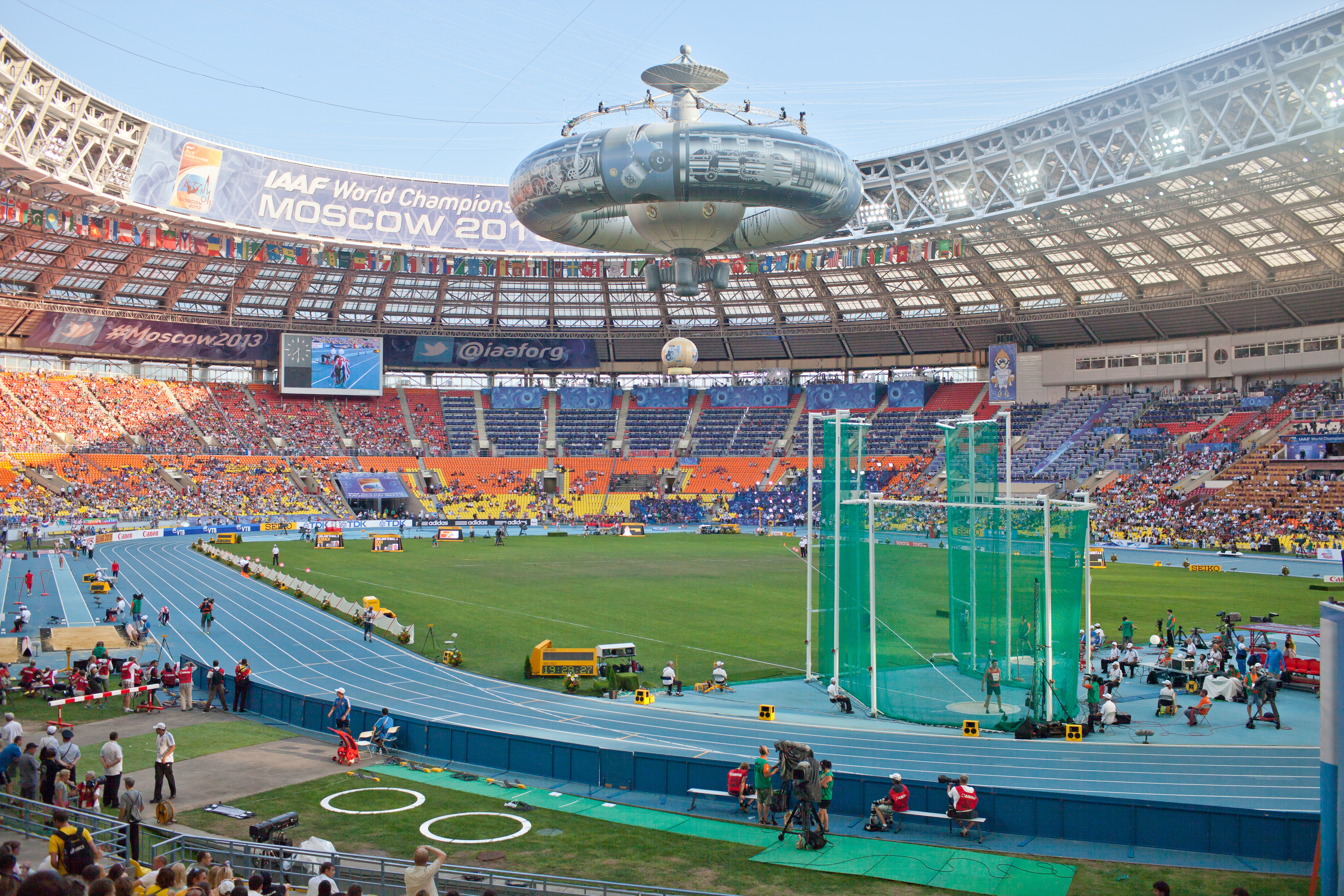
El estadio Olímpico Luzhnikí durante el Campeonato Mundial de Atletismo de 2013.

El estadio Luzhnikí también acogió la final del Campeonato del Mundo de Hockey sobre hielo entre Suecia y la Unión Soviética, a la que asistieron 55 000 espectadores y establecieron un nuevo récord del mundo en 1957. Otros eventos celebrados fueron la Universiada de Verano 1973, el Moscow Music Peace Festival 1989 y los primeros Juegos Mundiales de la Juventud en 1998. Artistas como Michael Jackson (Dangerous Tour de 1993), The Rolling Stones, Madonna (Confessions Tour 2006), Metallica (Sick Of The Studio '07 tour), Kinó, U2 (U2 360° Tour en 2010) o Red Hot Chili Peppers dieron conciertos en el estadio. También apareció en la película rusa Nochnói dozor de 2004. En verano de 2013 tuvieron lugar en el estadio importantes eventos deportivos como la Copa del Mundo de Rugby 7 2013 y el Campeonato Mundial de Atletismo de 2013. Además, ha acogido los partidos de la UEFA Europa League 2012-13 del Rubin Kazan, debido a que su nuevo estadio se encontraba en construcción y el habitual tenía el césped en malas condiciones debido al invierno.

### Partidos Eurocopa 1960
| 28 de septiembre de 1958, 19:00 | Unión Soviética                   | 3:0 (2:0) | Hungría | Estadio Olímpico Luzhnikí, Moscú                                    |                                                                     |
|                                 | Ilyin 4' Metreveli 20' Ivanov 82' |           |         | Asistencia: 100.572 espectadores Árbitro(s): Alfred Grill (Austria) | Asistencia: 100.572 espectadores Árbitro(s): Alfred Grill (Austria) |

### Partidos Eurocopa 1964
| 13 de octubre de 1963, 19:00 | Unión Soviética              | 2:0 (2:0) | Italia | Estadio Olímpico Luzhnikí, Moscú                                        |                                                                         |
|                              | Ponedelnik 22' Chislenko 42' |           |        | Asistencia: 102.358 espectadores Árbitro(s): Ryszard Banasiuk (Polonia) | Asistencia: 102.358 espectadores Árbitro(s): Ryszard Banasiuk (Polonia) |

| 27 de mayo de 1964, 19:00       | Unión Soviética                 | 3:1 (1:0) | Suecia     | Estadio Olímpico Luzhniki, Moscú                                        |                                                                         |
|                                 | Ponedelnik 32', 56' Voronin 83' |           | Hamrin 78' | Asistencia: 99.609 espectadores Árbitro(s): Arthur Holland (Inglaterra) | Asistencia: 99.609 espectadores Árbitro(s): Arthur Holland (Inglaterra) |
| URSS ganó por 4-2 en el global. |                                 |           |            |                                                                         |                                                                         |

### Partidos Eurocopa 1968
| 11 de mayo de 1968, 19:30 | Unión Soviética                               | 3:0 (1:0) | Hungría | Luzhniki Stadium, Moscú                                                  |                                                                          |
|                           | Banischewski 23' Churzilawa 60' Byschowez 72' |           |         | Asistencia: 103.000 espectadores Árbitro(s): Kurt Tschenscher (Alemania) | Asistencia: 103.000 espectadores Árbitro(s): Kurt Tschenscher (Alemania) |

### Partidos Eurocopa 1972
| 13 de mayo de 1972, 17:00 | Unión Soviética                               | 3:0 (0:0) | Yugoslavia | Luzhniki Stadium, Moscú                                                |                                                                        |
|                           | Kolotow 53' Banischewski 74' Koninkewitch 90' |           |            | Asistencia: 100.000 espectadores Árbitro(s): Aurelio Angonese (Italia) | Asistencia: 100.000 espectadores Árbitro(s): Aurelio Angonese (Italia) |

### Final de laLiga de Campeones de la UEFA2008
| 21 de mayo de 2008, 20:45, ESPN (EE.UU, Latinoamérica y Brasil) | Manchester United                                                | 1:1 (1:1, 1:1) (t. s.)(6:5 p.) | Chelsea                                                           |                                                          |                                                          |
|                                                                 | Cristiano Ronaldo 26'                                            |                                | Lampard 45'                                                       | Asistencia: 65.000 espectadores Árbitro(s): Lubos Michel | Asistencia: 65.000 espectadores Árbitro(s): Lubos Michel |
|                                                                 |                                                                  | Tiros desde el punto penal     |                                                                   |                                                          |                                                          |
|                                                                 | Tévez · Carrick · Ronaldo · Hargreaves · Nani · Anderson · Giggs |                                | · Ballack · Belletti · Lampard · A. Cole · Terry · Kalou · Anelka |                                                          |                                                          |

### Copa Mundial de Fútbol de 2018

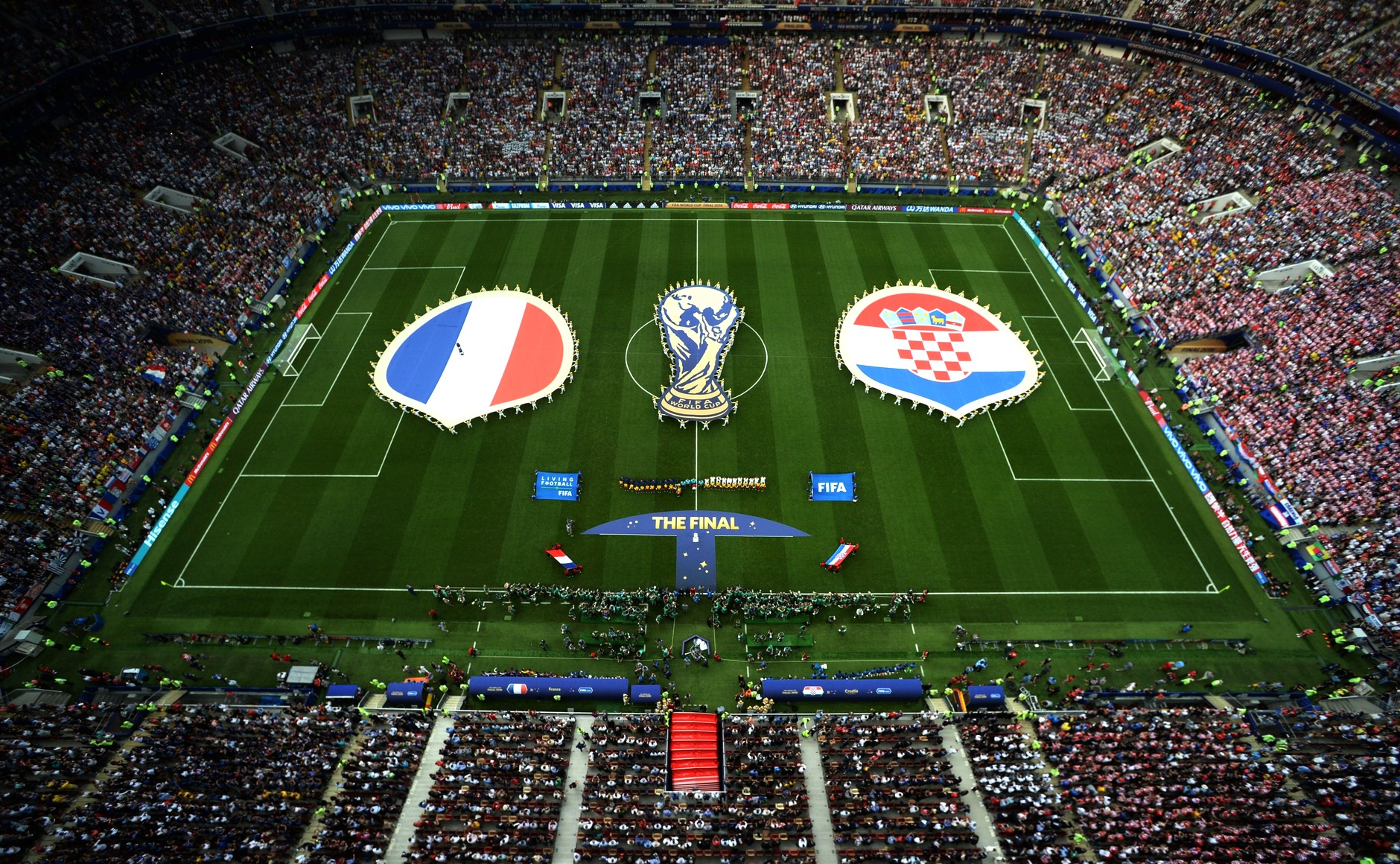
Final de la Copa Mundial de Fútbol de 2018 entre y.

El estadio es una de las 12 sedes escogidas para el evento. Fue sede entre otros partidos de la gran Final.

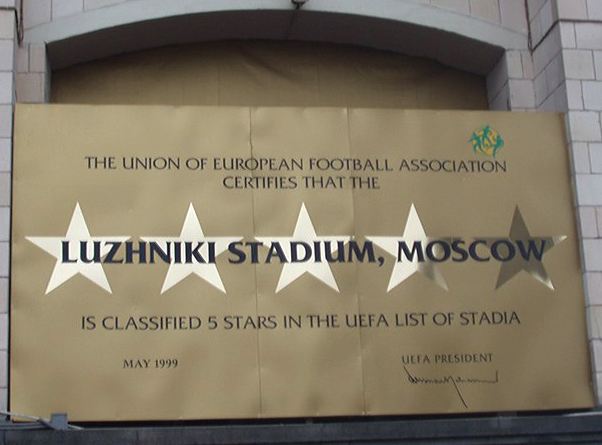
Luzhnikí es un estadio de máxima categoría de la UEFA. En la foto la antiguas máxima distinción de 5 estrellas, hoy 4.

| Fecha               | Fase             | Equipo    |                      | Resultado   |                           | Equipo         | Espectadores |
| ------------------- | ---------------- | --------- | -------------------- | ----------- | ------------------------- | -------------- | ------------ |
| 14 de junio de 2018 | Primera fase     | Rusia     | Bandera de Rusia     | 5:0         | Bandera de Arabia Saudita | Arabia Saudita | 78 011       |
| 17 de junio de 2018 | Primera fase     | Alemania  | Bandera de Alemania  | 0:1         | Bandera de México         | México         | 78 011       |
| 20 de junio de 2018 | Primera fase     | Portugal  | Bandera de Portugal  | 1:0         | Bandera de Marruecos      | Marruecos      | 78 011       |
| 26 de junio de 2018 | Primera fase     | Dinamarca | Bandera de Dinamarca | 0:0         | Bandera de Francia        | Francia        | 78 011       |
| 1 de julio de 2018  | Octavos de final | España    | Bandera de España    | (3) 1:1 (4) | Bandera de Rusia          | Rusia          | 78 011       |
| 11 de julio de 2018 | Semifinal        | Croacia   | Bandera de Croacia   | 2:1 (t.s.)  | Bandera de Inglaterra     | Inglaterra     | 78 011       |
| 15 de julio de 2018 | Final            | Francia   | Bandera de Francia   | 4:2         | Bandera de Croacia        | Croacia        | 78 011       |

## Servicios para espectadores
Los espectadores tendrán acceso a los siguientes servicios adicionales: 
- Apoyo informativo brindado por voluntarios
- Información (punto de registro de menores, punto para dejar los coches de niño, oficina de objetos perdidos).
- Consigna.
- Audioguías para las personas invidentes o con problemas de visión.

## Medidas de seguridad
En Luzhnikí se organizarán seis puntos de control con 39 carriles de inspección, más siete puestos de registro con 427 puertas para dejar pasar a los espectadores. En el territorio instalarán 3 000 cámaras de observación, cerca de 900 escáneres, monitores y detectores.